# Копец
Ко́пец (пол. Kopec, Kopeć) — белорусский дворянский род  собственного герба «Копец» (вариация герба Крое).
Их предок Андрей Копот был витебским конюшим в 1480. Эту же должность занимали два его сына, Богдан (1526) и Василий (1530). Воеводой полоцким был Ян Кароль Копец. Род Копец был внесён в VI часть родословной книги Ковенской губернии России.
Существовал также род Копец герба Любич, восходящий к началу XVI века, происходящий из смоленских бояр, который был внесён в VI часть родословной книги Витебской и Минской губерний Российской империи.
- Копец, Иосиф (пол. Józef Kopeć; 1758—1827) — польский военный деятель, генерал, этнограф, исследователь Камчатки, автор исторических записок, шляхтич.

Род герба «Копец» существовал до XVIII века.